# Lidzbarski
Lidzbarski là một huyện thuộc tỉnh Warmińsko-Mazurskie của Ba Lan. Huyện có diện tích 925 km². Đến ngày 1 tháng 1 năm 2011, dân số của huyện là 42359 người và mật độ 46 người/km².